# Kosihovský Kamenný vrch
Kosihovský Kamenný vrch je přírodní památka v oblasti Štiavnické vrchy.
Nachází se v katastrálním území obce Kosihovce v okrese Veľký Krtíš v Banskobystrickém kraji. Území bylo vyhlášeno či novelizováno v roce 1984 na rozloze 12,5000 ha. Ochranné pásmo nebylo stanoveno.